# Il principe e il povero (film 2000)
Il principe e il povero è un film Tv statunitense del 2000 diretto da Giles Foster.

## Trama
Edoardo Tudor, principe del Galles, figlio di Re Enrico VIII Tudor, prende per gioco il posto di Tom Canty, mendicante che gli assomiglia in maniera incredibile. A corte, intanto, Lord Hertford, che diventerà Lord reggente alla morte di Re Enrico VIII, venendo a conoscenza della reale identità del finto principe, ricatta Tom per diventare unico governatore dell'Inghilterra, minacciando la famiglia del mendicante. Contemporaneamente Edoardo, a contatto con le classi sociali più povere, si accorge delle sofferenti condizioni in cui vivono i suoi sudditi, soprattutto a causa dell'ingiusta ingiustizia che tutela i più forti, applicata nel nome del re. Deciso quindi a cambiare le sorti del suo popolo, grazie all'aiuto del borghese Miles Hendon, il principe riuscirà a tornare a corte e a debellare le losche trame del Lord. Grazie a Tom, che si oppone ad Hertford, il lord viene arrestato ed Edoardo diventa così un re più saggio, buono e leale di suo padre, affiancato dalla famiglia di Tom, tranne il padre, e da Miles, suoi nuovi consiglieri.